# Lillanna Söderberg
Lillanna Söderberg, folkbokförd Lill-Anna Söderberg, ogift Ström, född 25 april 1916 i Düsseldorf i Tyskland, död 22 april 2019 på Lidingö,  var en svensk målare och teaterdekoratör.
Söderberg tillhörde konstnärsfamiljen Ström. Fadern Knut Ström var teaterdekoratör och regissör och modern Anna Karolina Holmberg var konstnär. Brodern Carl Johan Ström var scenograf och regissör, samt far till musikern och konstnären Ted Ström och konstnären Carl Mikael Ström. Morfadern Johan Ström var också konstnär.
Lillanna Söderberg gick på Slöjdföreningens skola i Göteborg 1933 till 1936 och arbetade därefter med dekorationsmåleri inom teatern. 
År 1938 gifte hon sig med konstnären Eric Söderberg (1909–1962) och var mor till radiochefen Lisa Söderberg (född 1943).